# グリューネ・ユーゲント
グリューネ・ユーゲント（ドイツ語: Grüne Jugend、GJ）は、ドイツの政党である同盟90/緑の党の青年部。

## 政治的立場
母党と多くの政治的立場を共有しているが、いくつか異なる点がある。例を挙げると、グリューネ・ユーゲントは全ての薬物の合法化と自由ソフトウェアの使用を支持している。
2012年と2014年に、グリューネ・ユーゲントは、近親相姦の禁制は人間の尊厳を侵害するとして、近親相姦を禁止する法律の撤廃を提言している。

## 関連組織
- 欧州緑の党ユース運動連帯
- ATTAC - グリューネ・ユーゲントはATTACの創設に関わった。